# Zmienniak wielobarwny

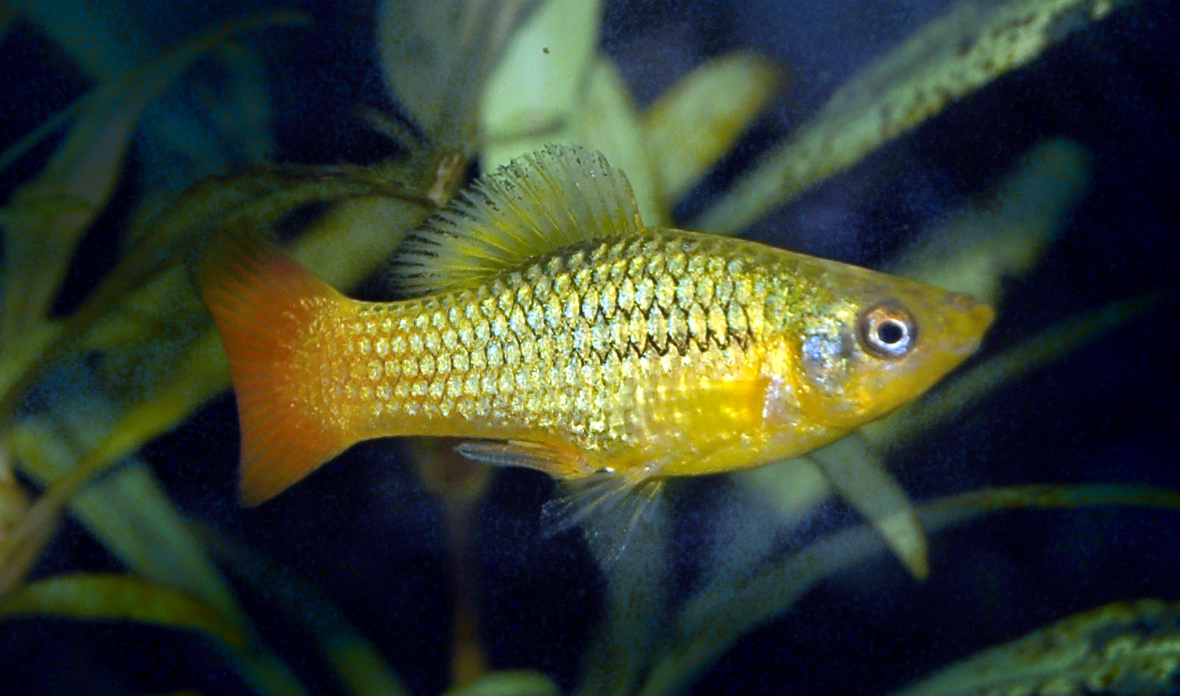
Odmiana hodowlana

Zmienniak wielobarwny, zmienniak różnobarwny (Xiphophorus variatus) – gatunek słodkowodnej ryby z rodziny piękniczkowatych (Poeciliidae), popularna ryba akwariowa.

## Występowanie
Ameryka Północna: Meksyk.

## Charakterystyka
Ciało bardziej wydłużone niż u zmienniaka plamistego. W wyniku krzyżowania z innymi gatunkami powstało wiele form barwnych, chociaż dzikie osobniki również cechują się zmiennością ubarwienia. Wyhodowano także formy o welonowych lub lirokształtnych płetwach ogonowych. Doskonale żyje w wielogatunkowym akwarium. Wymaga umiarkowanej liczby roślin. Ryba towarzyska, wszystkożerna, należy karmić urozmaiconym pokarmem.
Dorasta do 7 cm.

## Dymorfizm płciowy
Samiec ma przekształconą w gonopodium płetwę odbytową.

## Warunki w akwarium
| Zalecane warunki w akwarium | Zalecane warunki w akwarium |
| --------------------------- | --------------------------- |
| Zbiornik                    |                             |
| Temperatura wody            | 22–25°C                     |
| Twardość wody               | do 20°n                     |
| Skala pH                    | do 8,0                      |
| pokarm                      | żywy, suszony, mrożony      |
| Uwagi                       |                             |

## Warunki hodowlane
Krzyżuje się z większością ryb hodowlanych z rodzaju Xiphophorus. Jeżeli tylko utrzymane są odpowiednie parametry wody, rozmnażanie tego gatunku nie sprawia kłopotów, choć racjonalna hodowla wymaga czasu, cierpliwości oraz znajomości zasad dziedziczenia. Zmienniaki są rybami żyworodnymi, samice nie składają ikry, lecz rodzą w pełni ukształtowane młode, gotowe do samodzielnego życia. Do rozmnażania odpowiednia jest nieco wyższa temperatura wody ok. 25 °C. Zapłodnienie ma charakter wewnętrzny, samiec dokonuje go za pomocą płetwy odbytowej przekształconej w gonopodium. Tuż przed samym porodem dobrze jest umieścić samicę w specjalnym kotniku akwarystycznym (zanurzanej w zbiorniku plastikowej klatce). W ten sposób narybek zostanie uchroniony przed zjedzeniem przez matkę lub starsze osobniki (kotnik nie jest niezbędny, jeśli w akwarium jest bardzo dużo roślin i mało ryb, ale i tak nawet wówczas trzeba się liczyć ze stratą dużej części młodych) ciąża trwa 4-5 tygodni, samica rodzi od kilkunastu do ok. 40 młodych. Młode karmić węgorkami, grindalami, później jak dorosłe, ale podawać bardziej rozdrobniony pokarm. Zapewnić dobre filtrowanie i napowietrzanie wody, chroniące młode przed infekcjami bakteryjnymi.

## Pokarm
Żywe larwy komarów, ochotka i wodzień, mniejsze żywe dafnie, również narybek. Mrożone serce wołowe, mrożona ochotka i mrożony wodzień. Pokarmy płatkowe roślinne i suszone dafnie. Można podawać zmrożone i posiekane dżdżownice. Niezbędny dostęp do pokarmu roślinnego (patrz: spirulina, mrożony szpinak), rybka zjada chętnie glony oczyszczając akwarium. Narybek zjada "mikro" i grindala, później taki sam pokarm jak dorosłe ryby, musi być on jednak bardzo drobny, najlepiej sproszkowany. W sklepach zoologicznych jest bardzo dużo pokarmów dla narybku, a małe platki powinny otrzymywać dużo pokarmu roślinnego.